# Світзерленд (округ, Індіана)
Шаблон:StateAbbr_ 38°49′ пн. ш. 85°02′ зх. д. / 38.82° пн. ш. 85.03° зх. д.
Округ Світзерленд (англ. Switzerland County) — округ (графство) у штаті Індіана, США. Ідентифікатор округу 18155.

## Історія
Округ утворений 1814 року.

## Демографія
За даними перепису
2000 року
загальне населення округу становило 9065 осіб, усе сільське.
Серед мешканців округу чоловіків було 4571, а жінок — 4494. В окрузі було 3435 домогосподарств, 2540 родин, які мешкали в 4226 будинках.
Середній розмір родини становив 3,03.
Віковий розподіл населення поданий у таблиці:
| Стать    | До 15 років | 15-21 | 22-29 | 30-39 | 40-49 | 50-65 | 65-85 | Понад 85 |
| -------- | ----------- | ----- | ----- | ----- | ----- | ----- | ----- | -------- |
| Чоловіки | 1028        | 470   | 451   | 639   | 668   | 827   | 456   | 32       |
| Жінки    | 933         | 412   | 404   | 672   | 641   | 781   | 559   | 92       |

## Суміжні округи
- Огайо — північ
- Бун, Кентуккі — північний схід
- Ґаллатін, Кентуккі — схід
- Керролл, Кентуккі — південь
- Джефферсон — захід
- Ріплі — північний захід

## Виноски
1. ↑  U.S. Decennial Census. United States Census Bureau. Процитовано 10 липня 2014.
2. ↑  Historical Census Browser. University of Virginia Library. Архів оригіналу за 11 серпня 2012. Процитовано 10 липня 2014.
3. ↑  Population of Counties by Decennial Census: 1900 to 1990. United States Census Bureau. Процитовано 10 липня 2014.
4. ↑  Census 2000 PHC-T-4. Ranking Tables for Counties: 1990 and 2000 (PDF). United States Census Bureau. Процитовано 10 липня 2014.
5. ↑  Sullivan County QuickFacts. Бюро перепису населення США. Архів оригіналу за 7 червня 2011. Процитовано 25 вересня 2011. [Архівовано 2011-06-07 у Wayback Machine.](англ.) Наведено за англійською вікіпедією.
6. ↑  American FactFinder. Бюро перепису населення США. Архів оригіналу за 26 лютого 2012. Процитовано 31 січня 2008. [Архівовано 2008-05-21 у Wayback Machine.]

| США | Це незавершена стаття з географії США. Ви можете допомогти проєкту, виправивши або дописавши її. |